# 葦原大介
葦原大介（1981年2月13日—），日本漫畫家，生於東京都，住於岡山縣。

## 經歷
2008年，葦原大介憑藉作品《ROOM303》，成為第75屆手塚獎候選人，該作品在2008年第33期《週刊少年JUMP》（集英社）登載，自此開始了漫畫家生涯。
同年，葦原大介在《週刊少年JUMP》的第51期又刊載了一部短篇漫畫，《超級靈犬》（港譯《聰明狗利利安圖》）。
2009年，《週刊少年JUMP》第8、第9期里，葦原刊載《Trigger Keeper》（即《境界觸發者》前身）前篇和後篇。
之後，於同年的第42期到2010年第23期，在《週刊少年JUMP》上首次實現連載，發表了《超級靈犬》。據說，創作《超級靈犬》是為了“挑戰自己不擅長的漫畫形象”。
2011年，葦原再接再厲，在《週刊少年JUMP》第44期中刊載了短篇作品《實力派菁英迅》。這是他在漫畫上邁出的一大步。
2013年，《週刊少年JUMP》第11期，《境界觸發者》開始連載。
2014年，週刊少年JUMP27號於中間彩頁宣佈TV動画化，在朝日電視台於2014年10月5日開始全國放送。東映動畫製作。

## 喜好
喜好是“聽音樂”和“讀書•在家裡打轉”。
喜歡的漫畫是《哆啦A夢》（藤子·F·不二雄）和《怪醫黑傑克》（手塚治虫）。

## 個人特色
葦原像是個漫畫實驗家般不斷推陳出新，不間斷地推出短篇作品嘗試各類型可能。
如《Room303》走靈異懸疑路線，《實力派菁英迅》走少年王道路線，《超級靈犬》短篇走少年科幻路線，在嘗試風格的同時也打好劇情與角色基礎，在這幾部短篇中，可以看出他為日後長篇構思做準備。
完整的世界觀設定及面面俱到的細節是葦原的一大特色，讀他的作品，只讀一遍是無法體會其中魅力的，而當你兩次、三次的研讀進去時，就會被那龐大又細緻的設定征服。複雜的武器設定、真實又不時給予人驚喜的戰術戰略、眾多但鮮明的角色、這是葦原大介粉絲們喜愛他的原因。

## 作品列表
- ROOM303（ルームサンマルサン），短篇，WJ 2008年33号
- 超級靈犬，短篇，WJ 2008年51号
- Trigger Keeper，短篇，WJ 2009年8号・9号
- 超級靈犬，連載，WJ 2009年42号 - 2010年23号
- 實力派精英迅，短篇，WJ 2011年44号
- 境界觸發者，連載，WJ 2013年11号→WJ 2018年52號→Jump Square1月特大號至今

## 脚注
1. ↑  周刊少年Jump2008年33号
2. ↑  短篇版發表時、卷末目錄留言、『週刊少年JUMP』2008年51号卷末、集英社
3. ↑  JUMP LIVE2号「實力派精英 迅」2014年1月30日配信